# P&O Cruises
P&O Cruises è una compagnia crocieristica britannica facente parte del gruppo Carnival Corporation. Assieme alla sorella P&O Cruises Australia, è considerata una delle più antiche compagnie di navigazione ancora in servizio, dato che le attività di trasporto passeggeri avvenivano già dal 1837.

## Storia
Nata con il nome di Peninsular Steam Navigation Company nel 1837, inizialmente la società si occupava di trasporto di posta e passeggeri tra l’Inghilterra e la Penisola Iberica. Fu solo nel 1840 che, tramite la fusione con la Transatlantic Steam Ship Company, la compagnia espanse le proprie rotte anche in Oriente e prese il nome Peninsular & Oriental Steam Navigation Company (da cui l’acronimo P&O). Nel 1844 cominciò a operare effettuando viaggi di piacere principalmente nel Mediterraneo. Nel frattempo estese le sue destinazioni grazie anche all’acquisto di altre società di navigazione. Il settore crocieristico cominciò a essere implementato già dagli anni 30 quando, a seguito della Grande depressione e di vari disordini civili in India e Cina (alcune delle mete più importanti per la P&O) fu creata una “classe turistica” per attrarre più passeggeri, approfittando del fatto che erano state consegnate alla compagnia delle nuove navi da utilizzare nelle rotte da e per l’Australia. Negli anni 60 e 70 si avviò una diversificazione delle attività aziendali e così, nel 1977, complice l’incremento dei viaggi aerei e l’ormai troppo costoso utilizzo di transatlantici di linea, venne fondata la sussidiaria P&O Cruises, dedita solo al settore crocieristico. Nel 1999, P&O acquisì la tedesca AIDA Cruises e, un anno dopo, si scorporò nuovamente per formare una nuova società, la ‘’P&O Princess Cruises’’, quotata nella Borsa di Londra e assolutamente indipendente dalla P&O (che continua tuttora a gestire i trasporti via traghetto e cargo).  Nel 2003 si unì con la Carnival Cruise Line nel gruppo Carnival Corporation e vennero distinti i brand Princess Cruises, P&O Cruises e P&O Cruises Australia. 

## Flotta
| Nave      | Immagine | Classe            | Bandiera | Stazza (GT) | Lunghezza (m) | Larghezza (m) | Ponti | Numero cabine | Passeggeri massimi | Membri equipaggio | Velocità massima (Nodi) | Anno | Cantiere                 |
| --------- | -------- | ----------------- | -------- | ----------- | ------------- | ------------- | ----- | ------------- | ------------------ | ----------------- | ----------------------- | ---- | ------------------------ |
| Aurora    |          |                   |          | 76 152      | 270           | 32,2          | 10    | 960           | 1950               | 850               | 24                      | 2000 | Meyer Werft (Papenburg)  |
| Arcadia   |          | Vista             |          | 83 781      | 289,9         | 32,2          | 11    | 952           | 2388               | 976               | 22                      | 2005 | Fincantieri (Marghera)   |
| Ventura   |          | Ventura (Grand)   |          | 116 017     | 291,4         | 36            | 18    | 1553          | 3727               | 1226              | 21                      | 2008 | Fincantieri (Monfalcone) |
| Azura     |          | Ventura (Grand)   |          | 115 055     | 290           | 36            | 18    | 1553          | 3597               | 1226              | 24                      | 2010 | Fincantieri (Monfalcone) |
| Britannia |          | Britannia (Royal) |          | 143 730     | 330           | 44            | 18    | 1836          | 4406               | 1350              | 22                      | 2015 | Fincantieri (Monfalcone) |
| Iona      |          | Excellence        |          | 184 089     | 337           | 42            | 16    | 2610          | 6685               | 1762              | 21,8                    | 2020 | Meyer Werft (Papenburg)  |
| Arvia     |          | Excellence        |          | ~ 184 089   | ~ 345         | ~ 42          | ~ 16  | ~ 2610        | ~ 6685             | ~ 1762            | ~ 21,8                  | 2022 | Meyer Werft (Papenburg)  |